# جون كابور
جون كابور (بالإنجليزية: John Kapoor)‏ هو شخصية أعمال أمريكي، ولد في عقد 1940 في أمريتسار في الهند.